# Майдана, Луис
Луис Мария Майдана Сильвейра (исп. Luis María Maidana Silveira; род. 22 февраля 1934, Монтевидео) — уругвайский футболист, вратарь. Участник чемпионата мира 1962 года.

## Биография
С 1954 по 1965 год выступал за «Пеньяроль». За это время он 8 раз становился чемпионом Уругвая. Майдана стал частью легендарной команды, которая в период с 1958 по 1962 год 5 раз подряд выигрывала первенство Уругвая.
В 1960 году «Пеньяроль» выиграл первый в истории розыгрыш Кубка Либертадорес. В следующем году «Карбонерос» повторили это достижение, а также выиграли Межконтинентальный кубок, превзойдя по сумме двух матчей португальскую «Бенфику». Во всех этих триумфах ворота «Пеньяроля» неизменно защищал Майдана.
В 1962 году он в составе сборной Уругвая прнинял участие в чилийском чемпионате мира, хотя во всех трёх матчах группового турнира основным вратарём был Роберто Эдуардо Соса.
Завершив карьеру игрока, работал тренером и футбольным функционером. В 2003 году подал в суд на свой бывший клуб «Пеньяроль» из-за долгов, которые составили порядка 20.000 долларов США. Суд постановил выплатить эту сумму бывшему игроку.

## Достижения
- Чемпион Уругвая (8): 1954, 1958, 1959, 1960, 1961, 1962, 1964, 1965
- Обладатель Кубка Либертадорес (2): 1960, 1961
- Обладатель Межконтинентального кубка (1): 1961